# Eiskunstlauf-Weltmeisterschaften 1994
Die 94. Eiskunstlauf-Weltmeisterschaften fanden vom 20. bis 27. März 1994 in Chiba, Japan, statt. Austragungsort war die Makuhari Messe im Stadtbezirk Mihama.

## Ergebnisse

### Herren
| Platz              | Sportler                 | Land                   |
| ------------------ | ------------------------ | ---------------------- |
| 1                  | Elvis Stojko             | Kanada                 |
| 2                  | Philippe Candeloro       | Frankreich             |
| 3                  | Wjatscheslaw Sahorodnjuk | Ukraine                |
| 4                  | Alexei Urmanow           | Russland               |
| 5                  | Éric Millot              | Frankreich             |
| 6                  | Masakazu Kagiyama        | Japan                  |
| 7                  | Scott Davis              | Vereinigte Staaten     |
| 8                  | Sebastien Britten        | Kanada                 |
| 9                  | Igor Paschkewitsch       | Russland               |
| 10                 | Steven Cousins           | Vereinigtes Königreich |
| 11                 | Andrejs Vlascenko        | Lettland               |
| 12                 | Oleg Tataurow            | Russland               |
| 13                 | Aren Nielsen             | Vereinigte Staaten     |
| 14                 | Michael Shmerkin         | Israel                 |
| 15                 | Markus Christensen       | Kanada                 |
| 16                 | Zsolt Kerekes            | Ungarn                 |
| 17                 | Michael Tyllesen         | Dänemark               |
| 18                 | Ronny Winkler            | Deutschland            |
| 19                 | Bessarion Tsintsadze     | Georgien               |
| 20                 | Jung Sung-il             | Südkorea               |
| 21                 | David Liu                | Chinesisch Taipeh      |
| 22                 | Stephen Carr             | Australien             |
| 23                 | Markus Leminen           | Finnland               |
| 24                 | Fumihiro Oikawa          | Japan                  |
| Kür nicht erreicht |                          |                        |
| 25                 | Igor Lutikov             | Aserbaidschan          |
| 26                 | Aljaksandr Muraschka     | Belarus                |
| 27                 | Dino Quattrocecere       | Südafrika              |
| 28                 | Fabrizio Garattoni       | Italien                |
| 29                 | Zhang Min                | Volksrepublik China    |
| 30                 | Rastislav Vnučko         | Slowakei               |
| 31                 | Emrah Polatoglu          | Türkei                 |
| 32                 | Tomislav Čižmešija       | Kroatien               |
| 33                 | Alexandros Kyperos       | Griechenland           |
| 34                 | Hristo Turlakow          | Bulgarien              |
| 35                 | Marius-Cristian Negrea   | Rumänien               |
| 36                 | Cliford Retamar          | Spanien                |
| 37                 | Zbigniew Komorowski      | Polen                  |
| 38                 | Margus Hernits           | Estland                |
| 39                 | Juri Litwinow            | Kasachstan             |
| 40                 | Ricardo Olavarrieta      | Mexiko                 |
| 41                 | Vaidotas Juraitis        | Litauen                |

### Damen
| Platz                       | Sportlerin           | Land                   |
| --------------------------- | -------------------- | ---------------------- |
| 1                           | Yuka Satō            | Japan                  |
| 2                           | Surya Bonaly         | Frankreich             |
| 3                           | Tanja Szewczenko     | Deutschland            |
| 4                           | Marina Kielmann      | Deutschland            |
| 5                           | Josée Chouinard      | Kanada                 |
| 6                           | Olena Ljaschenko     | Ukraine                |
| 7                           | Marie-Pierre Leray   | Frankreich             |
| 8                           | Michelle Kwan        | Vereinigte Staaten     |
| 9                           | Susan Humphreys      | Kanada                 |
| 10                          | Olga Markowa         | Russland               |
| 11                          | Mila Kajas           | Finnland               |
| 12                          | Krisztina Czakó      | Ungarn                 |
| 13                          | Rena Inoue           | Japan                  |
| 14                          | Nathalie Krieg       | Schweiz                |
| 15                          | Anna Rechnio         | Polen                  |
| 16                          | Lenka Kulovaná       | Tschechien             |
| 17                          | Liudmila Ivanova     | Ukraine                |
| 18                          | Charlene Von Saher   | Vereinigtes Königreich |
| 19                          | Alice Sue Claeys     | Belgien                |
| 20                          | Viktoria Dimitrova   | Bulgarien              |
| 21                          | Tatjana Malinina     | Usbekistan             |
| 22                          | Liu Ying             | Volksrepublik China    |
| 23                          | Inna Zayets          | Ukraine                |
|                             | Chen Lu (Z)          | Volksrepublik China    |
| Kurzprogramm nicht erreicht |                      |                        |
| 25                          | Silvia Fontana       | Italien                |
| 26                          | Marta Andrade        | Spanien                |
| 27                          | Kateřina Beránková   | Tschechien             |
| 28                          | Lily-Lyooniung Lee   | Südkorea               |
| 29                          | Alma Lepina          | Lettland               |
| 30                          | Zhao Guona           | Volksrepublik China    |
| 31                          | Valentina Gazeleridi | Kasachstan             |
| 32                          | Miriam Manzano       | Australien             |
| 33                          | Sandra Brajdić       | Kroatien               |
| 34                          | Nicole Bobek         | Vereinigte Staaten     |
| 35                          | Laetitia Hubert      | Frankreich             |
| 36                          | Julija Worobjowa     | Aserbaidschan          |
| 37                          | Olga Vassiljeva      | Estland                |

- Z = Zurückgezogen

### Paare
| 1                  | Jewgenija Schischkowa / Wadim Naumow        | Russland               |
| 2                  | Isabelle Brasseur / Lloyd Eisler            | Kanada                 |
| 3                  | Marina Jelzowa / Andrei Buschkow            | Russland               |
| 4                  | Mandy Wötzel / Ingo Steuer                  | Deutschland            |
| 5                  | Radka Kovaříková / René Novotný             | Tschechien             |
| 6                  | Jenni Meno / Todd Sand                      | Vereinigte Staaten     |
| 7                  | Jelena Bereschnaja / Oleg Schljachow        | Lettland               |
| 8                  | Marija Petrowa / Anton Sicharulidse         | Russland               |
| 9                  | Peggy Schwarz / Alexander König             | Deutschland            |
| 10                 | Danielle Carr / Stephen Carr                | Australien             |
| 11                 | Kristy Sargeant / Kris Wirtz                | Kanada                 |
| 12                 | Kyoko Ina / Jason Dungjen                   | Vereinigte Staaten     |
| 13                 | Natalia Krestianinova / Alexei Tortschinski | Aserbaidschan          |
| 14                 | Anuschka Gläser / Axel Rauschenbach         | Deutschland            |
| 15                 | Yukiko Kawasaki / Alexei Tichonow           | Japan                  |
| 16                 | Jamie Salé / Jason Turner                   | Kanada                 |
| 17                 | Karen Courtland / Todd Reynolds             | Vereinigte Staaten     |
| 18                 | Marina Chalturina / Andrej Krukow           | Kasachstan             |
| 19                 | Lina Haddad / Sylvain Privé                 | Frankreich             |
| 20                 | Olena Biloussiwska / Igor Maliar            | Ukraine                |
| 21                 | Shen Xue / Zhao Hongbo                      | Volksrepublik China    |
| 22                 | Marta Gluchowska / Mariusz Siudek           | Polen                  |
| 23                 | Marta Andrella / Dmitry Kaploun             | Italien                |
| 24                 | Elena Grigoreva / Sergei Sheiko             | Belarus                |
| Kür nicht erreicht |                                             |                        |
| 25                 | Dana Mednick / Jason Briggs                 | Vereinigtes Königreich |
| 26                 | Claire Auret / Christoff Van Rensburg       | Südafrika              |
| 27                 | Nigora Karabaeva / Evgeny Sviridov          | Usbekistan             |
| 28                 | Poon Hoi-san / Cheung Wai-tung              | Hongkong               |

### Eistanz
| Platz | Sportler                                  | Land                   |
| ----- | ----------------------------------------- | ---------------------- |
| 1     | Oxana Grischtschuk / Jewgeni Platow       | Russland               |
| 2     | Sophie Moniotte / Pascal Lavanchy         | Frankreich             |
| 3     | Susanna Rahkamo / Petri Kokko             | Finnland               |
| 4     | Irina Romanova / Igor Yaroshenko          | Ukraine                |
| 5     | Tatjana Nawka / Samwel Gesaljan           | Belarus                |
| 6     | Shae-Lynn Bourne / Victor Kraatz          | Kanada                 |
| 7     | Jennifer Goolsbee / Hendryk Schamberger   | Deutschland            |
| 8     | Kateřina Mrázová / Martin Šimeček         | Tschechien             |
| 9     | Margarita Drobiazko / Povilas Vanagas     | Litauen                |
| 10    | Marina Anissina / Gwendal Peizerat        | Frankreich             |
| 11    | Aliki Stergjadu / Juri Razguljajew        | Usbekistan             |
| 12    | Elizabeth Punsalan / Jerod Swallow        | Vereinigte Staaten     |
| 13    | Irina Lobatschowa / Ilja Awerbuch         | Russland               |
| 14    | Elizaveta Stekolnikova / Dmitri Kazarlyga | Kasachstan             |
| 15    | Diane Gerencser / Alexander Stanislavov   | Schweiz                |
| 16    | Marika Humphreys / Justin Lanning         | Vereinigtes Königreich |
| 17    | Barbara Fusar-Poli / Alberto Reani        | Italien                |
| 18    | Elena Hruschyna / Ruslan Hontscharow      | Ukraine                |

## Medaillenspiegel
| Platz | Land        | Gold | Silber | Bronze | Gesamt |
| ----- | ----------- | ---- | ------ | ------ | ------ |
| 1     | Russland    | 2    | –      | 1      | 3      |
| 2     | Kanada      | 1    | 1      | –      | 2      |
| 3     | Japan       | 1    | –      | –      | 1      |
| 4     | Frankreich  | –    | 3      | –      | 3      |
| 5     | Deutschland | –    | –      | 1      | 1      |
| 5     | Finnland    | –    | –      | 1      | 1      |
| 5     | Ukraine     | –    | –      | 1      | 1      |